# Utebo
Utebo és un municipi de l'Aragó situat a la província de Saragossa i enquadrat a la comarca de Saragossa. El 2023 tenia 18.917 habitants.